# Verwaltungsgliederung des Tschad
Die Republik Tschad wurde 1960 unabhängig und gliederte sich seitdem in 14 Präfekturen, seit 1999 in 28 Départements und seit 2002 in 18 Regionen. Seit 2012 gliedert sich der Tschad in 23 Regionen, die ab August 2018 als 23 Provinzen bezeichnet werden. Vor der Unabhängigkeit unterteilte sich der Tschad während der französischen Kolonialzeit zwischen 1935 und 1947 in zehn Départements und bis 1960 in neun Regionen.

## Geschichte

### Seit 2008

Provinzen des Tschad seit September 2012

Provinzen des Tschad von 2008 bis September 2012

Der Tschad wurde 2008 in 22 Regionen (arabisch إقليم, DMG Iqlīm) eingeteilt, die wiederum in Départements (مقاطعة, DMG Muqātaʿa) unterteilt waren. Die Départements wurden wiederum unterteilt in Subpräfekturen.
Am 4. September 2012 wurde die Region Ennedi in die Regionen Ennedi Est und Ennedi Ouest geteilt, sodass die Zahl der Regionen auf 23 anstieg.
Seit 2018 werden die Regionen als Provinzen (ولاية, DMG Wilāya) bezeichnet, die in Départements (محافظة, DMG Muḥāfaẓa) unterteilt sind. Diese wiederum werden nun in Kommunen (بلدية, DMG Baladiya) unterteilt. Während es auf der Ebene der Regionen bzw. Provinzen mit dem Dekret von 2018 keine Änderungen gab, so hat sich sowohl die Zahl der Départements als auch die der Kommunen erhöht. Angegeben ist hier der Stand seit 2018:
| Provinz            | Hauptstadt   | Départements                                                      |
| ------------------ | ------------ | ----------------------------------------------------------------- |
| Barh El Gazel      | Moussoro     | Barh el Gazel Nord, Barh el Gazel Sud, Barh el Gazel Ouest, Kleta |
| Batha              | Ati          | Batha Est, Batha Ouest, Fitri, Ouadi Rime, Assinet, Djombo Djedid |
| Borkou             | Faya-Largeau | Borkou, Borkou Yala                                               |
| Chari-Baguirmi     | Massenya     | Baguirmi, Chari, Loug-Chari, Dourbali                             |
| Ennedi Est         | Am-Djarass   | Am-Djarass, Wadi Hawar                                            |
| Ennedi Ouest       | Fada         | Fada, Mourtcha                                                    |
| Guéra              | Mongo        | Abtouyour, Barh Signaka, Guéra, Mangalmé                          |
| Hadjer-Lamis       | Massakory    | Dababa, Dagana, Haraze al Biar                                    |
| Kanem              | Mao          | Kanem, Nord-Kanem, Wadi Bissam                                    |
| Lac                | Bol          | Mamdi, Wayi                                                       |
| Logone Occidental  | Moundou      | Dodjé, Guéni, Lac Wey, Ngourkosso                                 |
| Logone Oriental    | Doba         | Kouh Est, Kouh Ouest, Monts de Lam, Nya, Nya Pendé, Pendé         |
| Mandoul            | Koumra       | Barh Sara, Mandoul Occidental, Mandoul Oriental                   |
| Mayo-Kebbi Est     | Bongor       | Mayo Boneye, Kabbia, Mayo Lémié, Mont Illi                        |
| Mayo-Kebbi Ouest   | Pala         | Lac Léré, Mayo Binder, Mayo Dallah                                |
| Moyen-Chari        | Sarh         | Barh Kôh, Grande Sido, Lac Iro                                    |
| Salamat            | Am Timan     | Aboudeïa, Barh Azoum, Haraze Mangueigne                           |
| Sila               | Goz Beïda    | Djourouf al Ahmar, Kimiti                                         |
| Tandjilé           | Laï          | Tandjilé Centre, Tandjilé Est, Tandjilé Ouest                     |
| Tibesti            | Bardaï       | Tibesti Est, Tibesti Ouest                                        |
| Wadai              | Abéché       | Abdi, Assoungha, Ouara                                            |
| Wadi Fira          | Biltine      | Biltine, Dar Tama, Iriba, Mégri                                   |
| Ville de N’Djamena | N’Djamena    | 10 arrondissements municipaux                                     |

### 2002 bis 2008: 18 Regionen

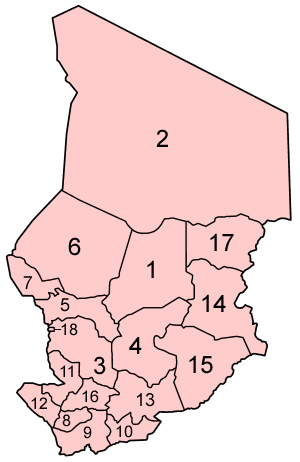
Regionen des Tschad von 2002 bis 2008

Die Regionen entstanden laut Décret n° 419/PR/MAT/02 vom 17. Oktober 2002.
| Nr. | Region                | Hauptstadt   | Départements                                         |
| --- | --------------------- | ------------ | ---------------------------------------------------- |
| 1   | Batha                 | Ati          | Batha Est, Batha Ouest, Fitri                        |
| 2   | Borkou-Ennedi-Tibesti | Faya-Largeau | Borkou, Ennedi Est, Ennedi Ouest, Tibesti            |
| 3   | Chari-Baguirmi        | Massenya     | Baguirmi, Chari, Loug Chari                          |
| 4   | Guéra                 | Mongo        | Barh Signaka, Guéra                                  |
| 5   | Hadjer-Lamis          | Massakory    | Dababa, Dagana, Haraze Al Biar                       |
| 6   | Kanem                 | Mao          | Kanem, Nord-Kanem, Wadi Bissam                       |
| 7   | Lac                   | Bol          | Mamdi, Wayi                                          |
| 8   | Logone Occidental     | Moundou      | Dodjé, Lac Wey, Ngourkosso                           |
| 9   | Logone Oriental       | Doba         | La Nya Pendé, La Pendé, Monts de Lam, Lanya (1)      |
| 10  | Mandoul               | Koumra       | Barh Sara, Mandoul Occidental, Mandoul Oriental      |
| 11  | Mayo-Kebbi Est        | Bongor       | Mayo-Boneye, Kabbia, Mont d'Illi (1), Mayo Lemie (1) |
| 12  | Mayo-Kebbi Ouest      | Pala         | Lac Léré, Mayo-Dallah                                |
| 13  | Moyen-Chari           | Sarh         | Barh Köh, Grande Sido, Lac Iro                       |
| 14  | Wadai                 | Abéché       | Assoungha, Djourf Al Ahmar, Ouara, Sila              |
| 15  | Salamat               | Am Timan     | Aboudeïa, Barh Azoum, Haraze Mangueigne              |
| 16  | Tandjilé              | Laï          | Tandjilé Est, Tandjilé Ouest                         |
| 17  | Wadi Fira             | Biltine      | Biltine, Dar Tama, Kobé                              |
| 18  | Ville de N’Djamena    | N’Djamena    | 10 arrondissements municipaux                        |

(1) Etablierung 2004

### 1999 bis 2002: 28 Départements
Die Départements entstanden laut Décret n° 355/PR/MISD/99 vom 1. September 1999.
| Nr. | Region            | Hauptstadt   | Unterpräfekturen                                   |
| --- | ----------------- | ------------ | -------------------------------------------------- |
| 1   | Dababa            | Bokoro       | Bokoro, Gama, Moïto                                |
| 2   | Baguirmi          | Massenya     | Massenya, Bousso, Dourbali                         |
| 3   | Batha Ouest       | Ati          | Ati, Djedaa, Fitri (Yao), Koundjourou              |
| 4   | Batha Est         | Oum-Hadjer   | Oum-hadjer, Assinet, Haraze Djombo Kibit           |
| 5   | Sila              | Goz-Beïda    | Goz-Beïda, Koukou Angara, Tissi, Addé              |
| 6   | Salamat           | Am Timan     | Am Timan, Aboudéïa, Haraze Mangueigne              |
| 7   | Bahr-El-Gazal     | Moussoro     | Moussoro, Michémiré, Sallal                        |
| 8   | Bahr-Köh          | Sarh         | Sarh, Dembo, Korbol, Maro                          |
| 9   | Biltine           | Biltine      | Biltine, Am-Zoer, Arada, Gueréda, Iriba            |
| 10  | Borkou            | Faya-Largeau | Faya, Bourkou Yala, Kouba Olanga                   |
| 11  | Ennedi            | Fada         | Fada, Gouro, Kalaït, Ouadi Hawar, Ounianga Kébir   |
| 12  | Guéra             | Mongo        | Mongo, Bitkine, Mangalmé, Melfi                    |
| 13  | Hadjer-Lamis      | Massaguet    | Massaguet, Linia, Karal, Mandalia, Mani, Massakori |
| 14  | Kabbia            | Gounou Gaya  | Gounou-Gaya, Binder, Fianga,                       |
| 15  | Kanem             | Mao          | Mao, Mondo, Nokou, Rig-Rig                         |
| 16  | Lac               | Bol          | Bol, Baga-Sola, Doum-Doum, Liwa, Ngouri            |
| 17  | Lac Iro           | Kyabé        | Kyabé, Bohobé, Boum Kebir                          |
| 18  | Logone Occidental | Moundou      | Moundou, Beïnamar, Bénoye, Krim-Krim               |
| 19  | Logone Oriental   | Doba         | Doba, Bébedjia, Béboto, Bodo, Goré                 |
| 20  | Mayo-Boneye       | Bongor       | Bongor, Guelendeng, Kim, Rigaza                    |
| 21  | Mandoul           | Koumra       | Koumra, Bédjondo, Bouna, Goundi, Moïssala          |
| 22  | Mayo-Dala         | Pala         | Pala, Gagal, Lagon, Léré                           |
| 23  | Monts de Lam      | Mbaïbokoum   | Mbaïbokoum, Mbaïkoro, Bessao, Larmanaye            |
| 24  | Ouaddaï           | Abéché       | Abéché, Abougoudam, Am-Dam, Chokoyan, Abdi         |
| 25  | Assongha          | Adré         | Adré, Hadjer-Addid, Mabrone                        |
| 26  | Tandjilé Est      | Laï          | Laï, Déressia, Dono Manga                          |
| 27  | Tandjilé Ouest    | Kélo         | Kélo, Béré, Dafra                                  |
| 28  | Tibesti           | Bardaï       | Bardaï, Aouzou, Zouar                              |

(aus Karte)

### 1960 bis 1999: 14 Präfekturen

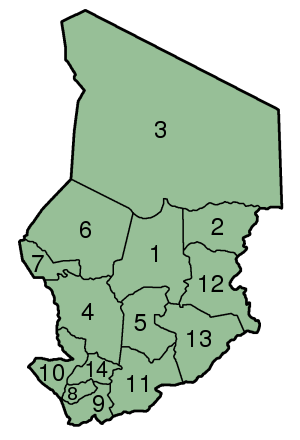
14 Präfekturen von 1960 bis 1999

| Nr. | Präfektur             | Hauptstadt   | Unterpräfekturen                        |
| --- | --------------------- | ------------ | --------------------------------------- |
| 1   | Batha                 | Ati          | Ati, Djedda, Oum Hadjer                 |
| 2   | Biltine               | Biltine      | Am Zoer, Arada, Biltine, Guéréda, Iriba |
| 3   | Borkou-Ennedi-Tibesti | Faya-Largeau | Borkou, Ennedi, Tibesti                 |
| 4   | Chari-Baguirmi        | N’Djamena    | Bokoro, Bousso, Massakory, N’Djamena    |
| 5   | Guéra                 | Mongo        | Bitkine, Mangalmé, Melfi, Mongo         |
| 6   | Kanem                 | Mao          | Mao, Moussoro, Nokou                    |
| 7   | Lac                   | Bol          | Bol, Ngouri                             |
| 8   | Logone Occidental     | Moundou      | Beinamar, Benoye, Moundou               |
| 9   | Logone Oriental       | Doba         | Baibokoum, Bebedjia, Doba, Goré         |
| 10  | Mayo-Kebbi            | Bongor       | Bongor, Fianga, Gounou Gaya, Léré, Pala |
| 11  | Moyen-Chari           | Sarh         | Koumra, Kyabé, Maro, Moissala, Sarh     |
| 12  | Ouaddaï               | Abéché       | Abéché, Adré, Am Dam, Goz Beida         |
| 13  | Salamat               | Am Timan     | Aboudeia, Am Timan, Haraze Mangueigne   |
| 14  | Tandjilé              | Laï          | Béré, Kélo, Laï                         |

### 1947 bis 1960: neun Regionen
| Nr. | Region                | Hauptstadt       | Distrikte                   |
| --- | --------------------- | ---------------- | --------------------------- |
| 1   | Ouaddaï               | Abéché           | Abéché, Adré, Biltine       |
| 2   | Salamat               | Am Timan         | Am Timan                    |
| 3   | Batha                 | Ati              | Ati                         |
| 4   | Mayo-Kebbi            | Bongor           | Bongor, Fianga, Léré, Pala  |
| 5   | Moyen-Chari           | Fort-Archambault | Fort-Archambault            |
| 6   | Chari-Baguirmi        | Fort-Lamy        | Fort-Lamy, Massenya, Bousso |
| 7   | Borkou-Ennedi-Tibesti | Largeau          | Largeau                     |
| 8   | Kanem                 | Mao              | Mao, Bol                    |
| 9   | Logone                | Moundou          | Moundou, Doba, Laï          |

### 1935 bis 1947: zehn Départements
| Nr. | Département           | Hauptstadt       | Unterteilungen             |
| --- | --------------------- | ---------------- | -------------------------- |
| 1   | Ouaddaï               | Abéché           | Abéché, Adré, Biltine      |
| 2   | Salamat               | Am Timan         | Am Timan                   |
| 3   | Batha                 | Ati              | Ati                        |
| 4   | Mayo-Kebbi            | Bongor           | Bongor, Fianga, Léré, Pala |
| 5   | Moyen-Chari           | Fort-Archambault | Fort-Archambault           |
| 6   | Bas-Chari             | Fort-Lamy        | Fort-Lamy                  |
| 7   | Borkou-Ennedi-Tibesti | Largeau          | Largeau                    |
| 8   | Baguirmi              | Massenya         | Massenya, Bousso           |
| 9   | Kanem                 | Mao              | Mao, Bol                   |
| 10  | Logone                | Moundou          | Moundou                    |